# صرواح
تعتبر صرواح من المدن التاريخية المهمة في اليمن والتي نشأت وازدهرت إبان الحضارة السبئية، وتقع على بعد 40كم في الجهة الغربية لمدينة مارب. وقد أقيمت على تلة صخرية محاطة بسور كبير ما زالت بعض أجزائه الضخمة باقية إلى اليوم.
وأول ما يلفت نظر القادمين من مارب باتجاه المدينة القديمة في صرواح هو منظر السور شبه البيضاوي لمعبد المقه الذي يبلغ ارتفاعه أكثر من 8 أمتار، وهناك عدد من المعالم المعمارية موزعة في أرجاء المدينة، لكن معبد المقة يعتبر أشهر معالم هذه المدينة السبئية، وما زال في حالة أفضل مقارنة بالمعابد الأخرى المنتشرة في عواصم الممالك اليمنية القديمة.
وفي السنوات الأخيرة نفذ المعهد الألماني للآثار - فرع صنعاء - مشروعاً للآثار والتنمية السياحية في مدينة صرواح والسهل المحيط بها، ومن أهم مكونات هذا المشروع إعادة ترميم معبد المقة وتهيئته ليصبح مزاراً سياحياً، وقد قارب العمل في الموقع على الانتهاء وأصبح معبد المقة مهيأً لاستقبال الزوار من عشاق الحضارة والتاريخ المتعطشين لمعرفة تلك الشواهد الأثرية التي ما زالت قائمة حتى اليوم في جنوب الجزيرة العربية أرض المهد ومصدر الهجرات القديمة «العربية السعيدة».
بدأت أعمال الحفريات الأثرية في معبد المقة بصرواح في عام 1992م، وسبقها في نهاية عقد السبعينيات أعمال توثيق للنقوش المكتشفة بداخل المعبد وعلى سوره البيضاوي الشكل، وفي عام 2001م أصبحت مدينة صرواح القديمة والسهل المحيط بها من ضمن المشاريع المهمة التي ينفذها المعهد الألماني للآثار لاستكشاف معالم الحضارة اليمنية القديمة والوقوف على أسرارها.
معبد المقة
تشير النقوش الموجودة على الوجه الخارجي للسور البيضاوي للمعبد إلى أن المعبد بني في منتصف القرن السابع قبل الميلاد، وبانيه هو الحاكم السبئي «يدع إل ذرح»، ويوجد في الجهة الغربية مدخلان للمعبد لهما أعمدة وفناء مرصوف يؤديان لبهو المعبد.
كما يوجد في المجال الداخلي للمعبد المرصوف بالحجارة مرافق للمآذن المقدسة، وطقوس العبادة ما زالت بحالة جيدة، وتضم مجالس وطاولات حجرية ومذابح وقواعد للنذور. وخولان اغتصبو غامد
وفي وسط بهو معبد المقة يوجد النقش الحجري المشهور والمعروف بـ«نقش النصر»، والذي يعود للملك السبئي كرب إيل وتر. وقد كتب على جانبي صخرتين موضوعتين الواحدة فوق الأخرى، وطول كل منهما 8.6 متر وتزنان حوالى 5.2 طناً، ويتحدث النص في أحد الجانبين عن طقوس القرابين المقدمة وصيانة مرافق استغلال المياه بمارب. وعلى الجانب الآخر وصف للغزوات الحربية التي نفذها الملك السبئي كرب إيل وتر لتوحيد القبائل اليمنية.
القصر الملكي 
يذكر الباحث أنور الحاير: اسم القصر الملكي في مدينة صرواح  حسب المصادر الأخبارية (قصر ريح الجنوب )، ويصف الهمداني قصور صرواح بأنها عريقة في القدم خاصة في أشعار العرب ،وقد بقي منها آثار قائمة قال : " ومن مآثر اليمن صرواح وهي ما بين صنعاء ومارب "،مضيفا "لا يقاس بصرواح شيء من هذه المحافد غير أن صوتها بعيد في أشعار العرب ،وقد بقي منها شىء قائم " وهي التي قال عنها علقمة:
"ومثل صرواح وما دونهــــــــــــا             ممــــــــــا بنت بلقيس او تبـــــــــع 
ويضيف الهمداني  عن عمارة القصر وزينته في بيت شعري ينسبه لعامر بن احمد يزيد القشيبي القائل :
والبهاليل من سلالة خـــــــــولان          	أولو العزم والفعــــال الاريـــــــــــــب
ملكوا الملك الف شهرا ومدوا           فوق صـــــرواح بيت ريح الجــنوب
فــــــــإذا دار كالــــــــريح فيه            مستديرا بسمكه المنــــــــــــصوب
بتخاشيب ركبــت فيه ازراج            تتــــــــــــــلألأ بأحسن التـــــخشيب
```
  فترى القصر مستديرا لجنبيه          برخـــــــــام يـــــــدور بالتثـــــــــــــــقيب 
```

من ناحية أخرى نجد الهمداني يأتي بأبيات شعرية تدل على وجود الدواوين (المسود)في قصر صرواح والمحراب ،منها ما قال سعد بن الربيعة :
```
           فمن مثلنا في الناس اذ بان سيفنا      دواوين في صرواح تبنى وتنشر 
          أقمنا بها والناس عنها تفرقــــــــــوا      فـــــانجد قوم في البلاد واوعروا
         ألينا جميع الناس تهوى وفودهـــــم      وكان لنا فيها العديد المجمهر
         وصرواح كانت دار جدي ووالدي      وفيها يحبس منا ملوك تجبروا 
```

ومن ثم يأتي الهمداني ببيت شعري لم يعرف صاحبه قائلا: " وقال اخر:
```
        حـــــــل صرواح فــــــــــابتنى في داره       حيث اعلى شعافه محرابــــــــــا 
ونستخلص مما جاء عند  الإخباريين عن عمارة القصر وتخطيطه الذي أنفرد بذكره الهمداني ،واهم الأنماط الهندسية التي تميز بها المعماري اليمني القديم في بناء  القصر كالمربع والدائري والمكعب ،والمدور المستدير،مثال ذلك قصور صرواح التي يصفها الهمداني:  أنها مستديرة وسميكة وكان يستخدم في عمارتها الأحجار والتخشيب، وهي الأخشاب التي تركب وتجهز فيها الأنوار والسروج لتضيء بأحسن اضائه فترى للقصر المستدير أعلى جانبه الرخام الذي يدور حول القصر بصورة جميلة ،ومن قصور صرواح قصر ريح الجنوب بشكله المدور والمستدير وسبق الاشارة لذلك في قصر صرواح، ويضيف الحاير: إن أهم آثار صرواح المكتشفة أثريا حتى ألاّن معبد الوعول بشكله المدور والمستدير ، ربما له علاقة بشكل القصر الذي اسماه الهمداني (ريح الجنوب ) إضافة إلى الصرح الممرد بالبلاطات الرخامية الذي تحيطه الأعمدة (
```

تصغير
)، ولم يتم إجراء أي تنقيبات خاصة في القصر بشكل واسع ومكتمل حتى الآن، ولا يعني ذلك عدم وجود أثار قصور في صرواح ، وإنما لا تزال مدفونة تنتظر الدراسات الأثرية ،ولنا إدراك أهمية ما أورده الهمداني عن الهندسة المدورة والمستديرة في صرواح التي نجدها في شكل معبد وعول صرواح الذي لا يزال قائما وأجريت فيه التنقيبات الأثرية ولم تستكمل حتى الآن، هندسة معبد صرواح المدور يتوافق مع ما ذكر الهمداني عن قصر صرواح وان النمط الهندسي المدور كان يستخدم حتى في المعابد (اللوحة :13)، وان هناك تعدد في التخطيط الهندسي في اليمن القديم ، لم يقتصر على المباني الدينية فقط بل حتى المباني المدنية ايضا 